# Hendrick Corneliszoon van Vliet

Det inre av nya kyrkan i Delft på Nationalmuseum.

Hendrik Corneliszoon van Vliet, född 1611 eller 1612 i Delft, död där 1675, var en holländsk målare. Han var brorson till Willem van der Vliet.
van Vliet var lärjunge till sin farbror och till Miereveld. Han målade porträtt, men huvudsakligen arkitekturbilder. Utomordentligt klara och fint stämda är van Vliets interiörer av vitmenade holländska kyrkor. Arbeten av denna art finns i Wien, Haag, Amsterdam, Schwerin, Leipzig, Rotterdam och så vidare. I Stockholms  Nationalmuseum finns Det inre av nya kyrkan i Delft med Vilhelms av Oranien gravvård, signerad och ett av mästarens bästa arbeten.